# Pfarrkirche Bad Gleichenberg

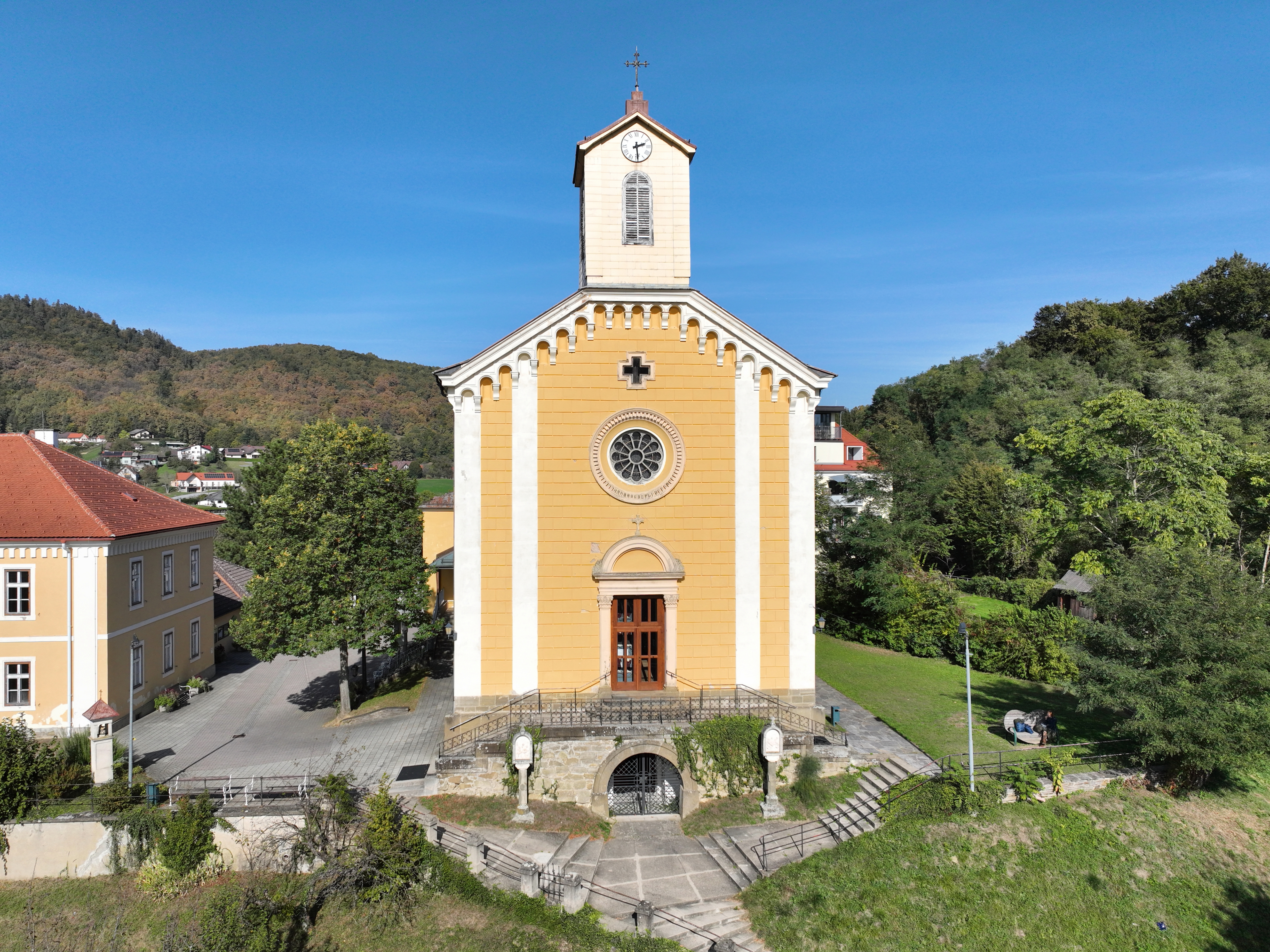
Pfarrkirche hl. Matthias

Die römisch-katholische Pfarrkirche Bad Gleichenberg steht auf einem Hügel in der Ortsmitte der Gemeinde Bad Gleichenberg in der Steiermark. Die Pfarrkirche hl. Matthias gehört zum Dekanat Feldbach in der Diözese Graz-Seckau. Das Kirchengebäude steht unter Denkmalschutz.

## Geschichte
1838 ließ Matthias Constantin Capello von Wickenburg die Rindenkapelle (auch: Waldkapelle) als Notkapelle im Kurpark errichten, damit die Kurgäste nicht immer in die Kirche von Trautmannsdorf marschieren mussten. Da die Kapelle rasch zu klein wurde, stiftete er 1841 im Zuge der Ortsentwicklung von Gleichenberg zum Kurort den Bau einer Kirche. Die Kirche und das Kloster wurde nach den Plänen des k.u.k. Civilbau-Insp. Johann Neuwerth errichtet und am 29. Juni 1845 Bischof Zichy de Caden, einem Halbbruder von Emma von Wickenburg, geweiht. Am 29. Februar 1889 erfolgte die Übergabe der Kirche an die Franziskaner mit dem Franziskaner-Hospiz. 1940 wurde die Kirche als Filiale der Pfarrkirche Trautmannsdorf zur Pfarrkirche erhoben, um die Aufhebung des Franziskanerklosters zu verhindern. Im Zuge von Kampfhandlungen am Ende des Zweiten Weltkriegs wurde die Kirche und Kloster sowie der Ort selbst am 31. März 1945 stark beschädigt. Die Erweiterung der Kirche um 19 Meter fand von 1960 bis 1962 statt. Die Einweihung des Zubaus und des neuen Hochaltars erfolgte am 1. Mai 1962. 1966 wurden die 14 steinernen Kreuzwegstationen errichtet. Diese wurden von Rochus Haas geschaffen. 1976 bis 1978 wurde neben dem Kloster das Franziskusheim gebaut. 1981 bis 1982 erfolgte die umfassende Restaurierung der Kirche, 1984 der Kreuzwegstationen. 1990 wurde der Kirchplatz erneuert und 1997 die Kirche innen wiederum saniert.

## Architektur

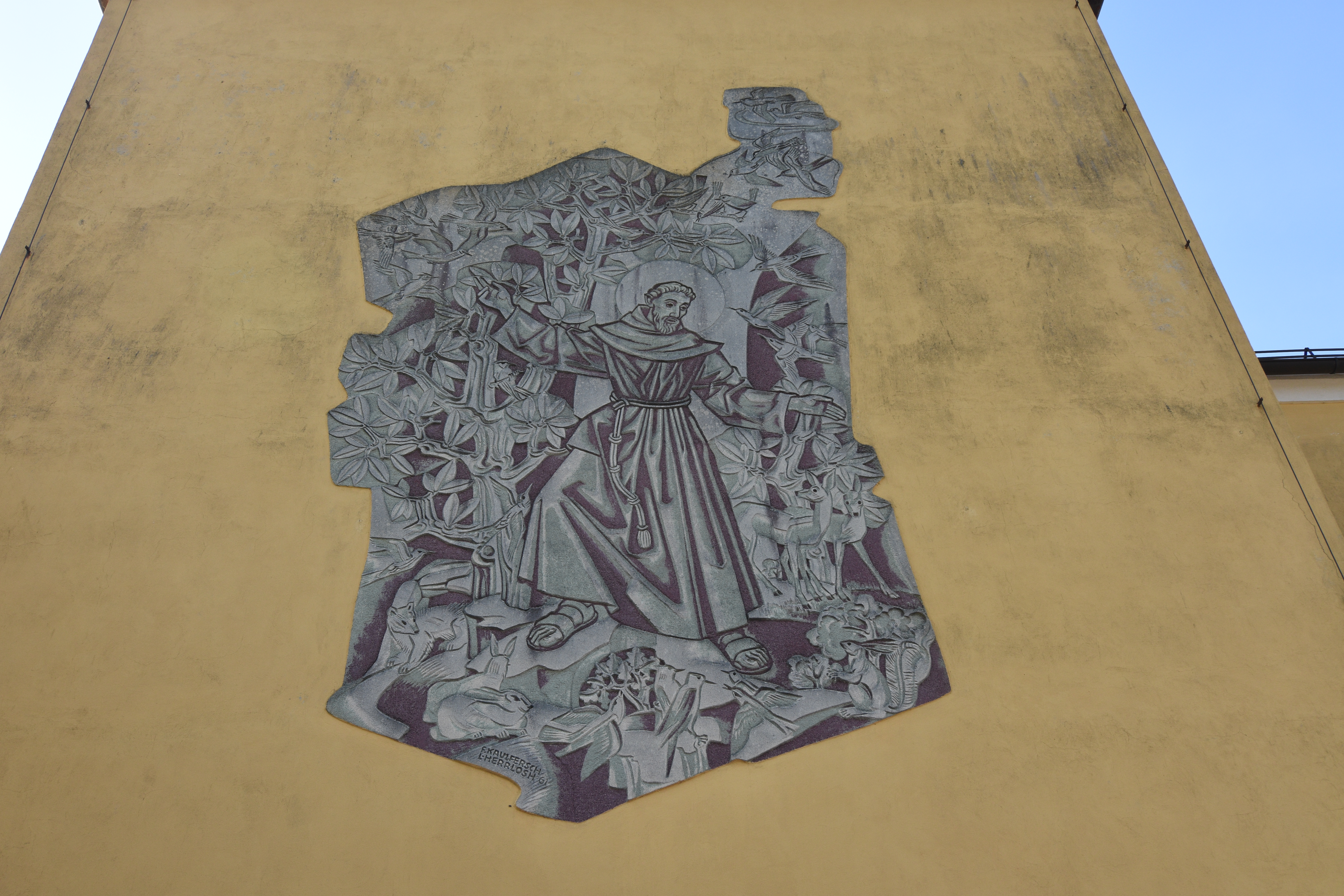
Sgraffito auf der Kirche

Die Kirche ist ein einfacher Saalraum mit einer Kassettendecke und einem eingezogenen und später erweiterten Chor. Nordseitig wurde eine Sakristei mit zwei Oratorien angebaut. Die historisierte Giebelfront hat ein Rundfenster und trägt einen Dachreiter. Am Chorende ist ein Sgraffito hl. Franziskus aus 1961 zu sehen. Die gusseiserne Eingangstüre mit der Darstellung der zwölf Apostel, nach einem Entwurf vom Bildhauer Max Meixner aus Graz, wurde 1844 im Gußwerk bei Mariazell gegossen. Die Glasfenster schuf der Maler Franz Weiss (1980). Unter der Kirche liegt die Gruft der Familien Wickenburg und Bruxelles. An der Nordfassade der Kirche befindet sich ein Sgraffito von Franz Kaulfersch und Leopold Herrlosh aus dem Jahre 1961, das den hl. Franziskus bei der Vogelpredigt zeigt.

## Ausstattung

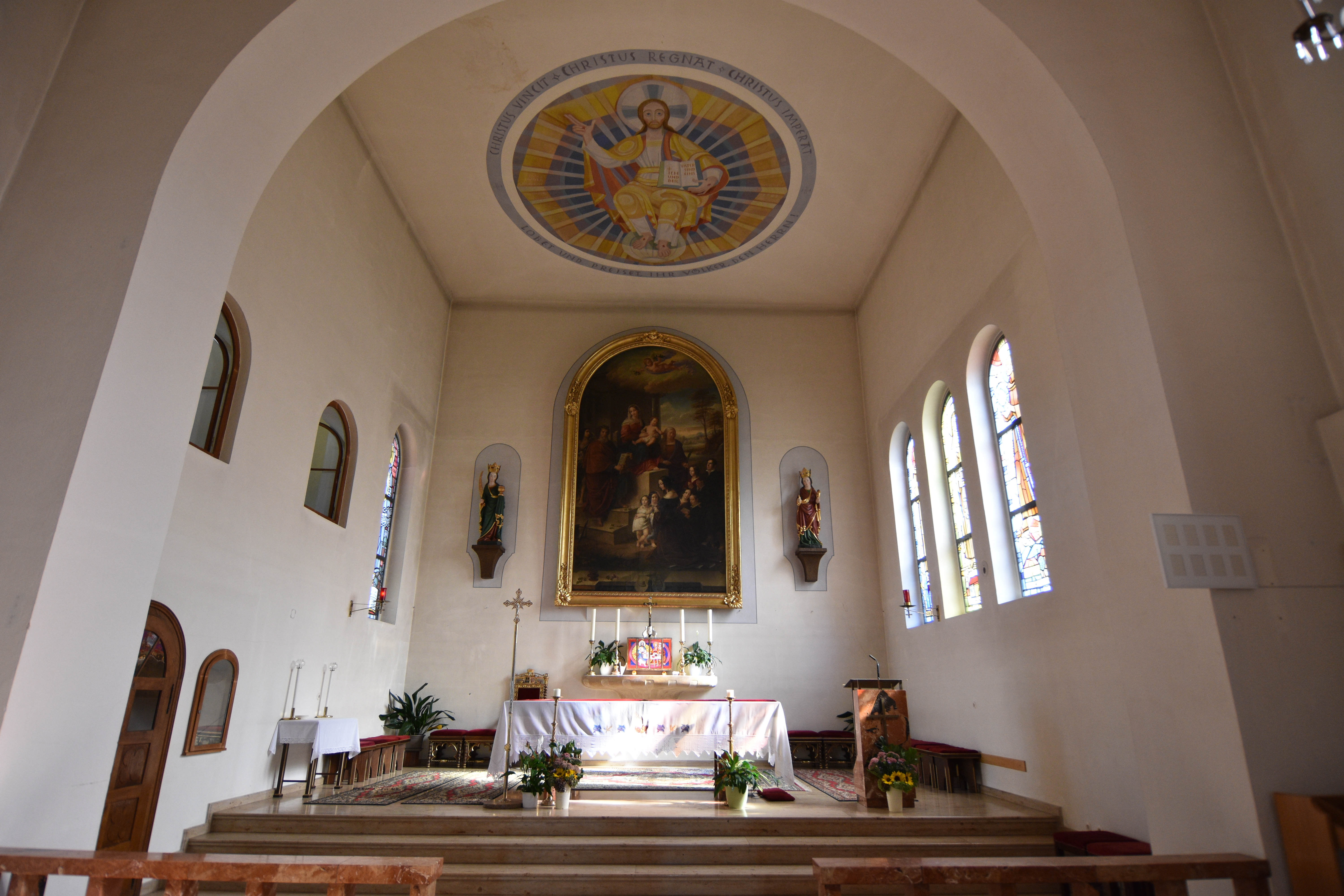
Der Altar

Der Hochaltar zeigt das bemerkenswerte Altarblatt des Stifters mit seiner Familie in Anbetung der Gottesmutter und der Namenspatrone Matthias, Emmerenzia und Johannes der Täufer, gemalt von Joseph Tunner (1844). Er trägt die gotischen Seitenfiguren Katharina und Barbara (um 1420). Auf dem rechten Seitenaltar steht eine gotische Figur Johannes aus dem 2. Viertel des 15. Jahrhunderts. In Wandnischen befinden sich die Figuren von Heinrich und Elisabeth aus der 2. Hälfte des 19. Jahrhunderts. Die Kreuzwegbilder nach Führich sind aus der 2. Hälfte des 19. Jahrhunderts. Die Orgel aus 2005 mit 16 Registern stammt von Martin Pflüger.